# دراغون بول زد: إعادة إحياء "إف"
هو الفيلم الخامس عشر لسلسة أفلام دراغون بول تم اصداره في 18 أبريل 2015 من اليابان
وهو فيلم من إخراج تاديوشي يامامورو وكتابة وسيناريو اكيرا تورياما

## القصة
يقوم أحد اتباع فريزا باعادة احياء فريزا عن طريق كرات التنين ثم يذهب فريزا للتدرب وفي فترة التدرب تصبح قوته مذهلة ويذهب للارض لينتقم من غوكو ومعه العديد من جنوده يستطيع غوهان واصدقائه هزيمة اتباع فريزا لكن فريزا يتغلب عليهم وفي هذه الاثناء يكون غوكو وفيجيتا عند بيلز يتلقون التدريب وعندما يسمعون بعودة فريزا يعودون للارض وتبدأ معركة بين فريزا وغوكو الذي سرعان ما يعرف مدى قوة فريزا خاصة بعد شكل فريزا الذهبي الجديد يبدأ فريزا وغوكو بالقتال وفي هذه الاثناء يصل المدمر بيلز وتابعه ويس وذلك لكي يتمتعوا بالطعام الللذيذ الذي تقدمه بولما زوجة فيجيتا ويعدها بانه سيحميهم مقابل المزيد من الطعام احتدمت المعركة بين غوكو وفريزا وبدأت قوة فريزا بالتقلص لعدم اعتياده على هذا الشكل ويكون غوكو على وشك القضاء على فريزا الا ان غروره يكلفه الثمن فيصاب في قلبه من قبل التابع الذي قام باحياء فريزا فيعطيه كريلين حبة الفاصولياء السحرية ويبدأ كلا من فريزا وفيجيتا بالقتال وينتصر فيجيتا بسبب تعب فريزا لكن فريزا يدمر الأرض لكن بيلز قد حمى غوكو وغوهان وبولما وويس واصدقاء غوكو من عدا فيجيتا وترانكس وغوتين وياماشا ثم يخبر ويس غوكو بانه قادر على إعادة الزمن لمدة 3 دقائق فيستغلها غوكو ويقضي على فريزا

## انظر يضا
-شخصيات دراغون بول
-دراغون بول زد

## وصلات خارجية
- دراغون بول زد: إعادة إحياء "إف" على موقع IMDb (الإنجليزية)
- دراغون بول زد: إعادة إحياء "إف" على موقع ميتاكريتيك (الإنجليزية)
- دراغون بول زد: إعادة إحياء "إف" على موقع روتن توميتوز (الإنجليزية)
- دراغون بول زد: إعادة إحياء "إف" على موقع نتفليكس (الإنجليزية)
- دراغون بول زد: إعادة إحياء "إف" على موقع قاعدة بيانات الأفلام العربية
- دراغون بول زد: إعادة إحياء "إف" على موقع ألو سيني (الفرنسية)
- دراغون بول زد: إعادة إحياء "إف" على موقع Turner Classic Movies (الإنجليزية)
- دراغون بول زد: إعادة إحياء "إف" على موقع أول موفي (الإنجليزية)
- دراغون بول زد: إعادة إحياء "إف" على موقع بوكس أوفيس موجو (الإنجليزية)
- دراغون بول زد: إعادة إحياء "إف" على موقع فيلمافينيتي (الإسبانية)

http://www.imdb.com/title/tt3819668/?ref_=nv_sr_1